# Мухаммед Надир-хан
Мухаммед Надир-хан (пушту محمد نادر خان‎;21 мая 1941, Кабул — 3 апреля 2022, Рим) — представитель династии Баракзаев. Третий сын Мухаммеда Захир-шаха.

## Биография
Мухаммед Надир-хан родился в Кабуле, 21 мая 1941 года. Получил образование в лицее Эстеклал, а затем в военной академии в Кабуле. Командовал вторым лейтенантным корпусом Королевской армии Афганистана с 8 января 1963 по февраль 1964 года. По профессии он был ученым. Он умел хорошо играть на гитаре.
После свержения монархии в 1973 году, он вместе с семьей переехал жить в Италию. Известно, что в 2002 году он был заместителем посла Афганистана в Туркменистане.
Мухаммед Надир-хан скончался 3 апреля 2022 года на 81-м году жизни.

## Личная жизнь
6 февраля 1964 года он женился на Лайлуме Бегум (р. 1942), дочери Мир Мухаммада Хайдара Хусейни. В браке у него родилось двое сыновей:
- Принц Мустафа Захир хан (р. 2 мая 1964);
- Принц Мухаммад Дауд Джан (р. 17 января 1966)